# Igor Bruzl
Igor Bruzl (* 2. února 1976) je český politik a novinář, od roku 2010 místostarosta města Bohumín v okrese Karviná (předtím v letech 2002 až 2010 radní města), v letech 2021 až 2024 statutární místopředseda SOCDEM.

## Život
V letech 1990 až 1994 vystudoval Gymnázium Františka Živného Bohumín. Pracoval jako sportovní redaktor – nejprve v letech 1995 až 1997 v Moravskoslezském deníku a následně v letech 1997 až 2007 v deníku Právo. V letech 2007 až 2010 působil ve vedení fotbalového klubu FC Baník Ostrava, a to jako tiskový mluvčí a manažer pro komunikaci a vnější vztahy. Je spoluautorem knihy Baníčku, my jsme s tebou!
Od roku 2014 působí v orgánech akciové společnosti Bohumínská městská nemocnice – 2014 až 2017 člen dozorčí rady, 2017 až 2018 předseda představenstva a od 2018 člen představenstva.
Igor Bruzl žije ve městě Bohumín na Ostravsku, konkrétně v části Nový Bohumín. Má syna Patrika.

## Politické působení
V komunálních volbách v roce 1998 kandidoval jako nestraník za hnutí Nezávislí do Zastupitelstva města Bohumín, ale neuspěl. Zvolen byl až ve volbách v roce 2002 jako nestraník za KSČM. Zároveň se v listopadu 2002 stal radním města. Post zastupitele města ve volbách v roce 2006 obhájil, a to jako nestraník za Českou stranu sociálně demokratickou. Opět se stal i radním města. Následně v roce 2008 vstoupil do ČSSD a na její kandidátce byl opět zvolen ve volbách v roce 2010, v listopadu 2010 se pak stal místostarostou města. Funkce zastupitele města a místostarosty města pak obhájil i ve volbách v letech 2014, 2018 a 2022.
Ve volbách do Poslanecké sněmovny PČR v roce 2017 kandidoval za ČSSD v Moravskoslezském kraji, ale neuspěl. V krajských volbách v roce 2020 kandidoval za ČSSD do Zastupitelstva Moravskoslezského kraje, ale opět neuspěl.
Ve volbách do Poslanecké sněmovny PČR v říjnu 2021 měl opět kandidovat za ČSSD v Moravskoslezském kraji, ale v dubnu 2021 kandidaturu stáhl, a to v reakci na zvolení Jana Hamáčka předsedou strany. V prosinci 2021 byl na mimořádném 43. sjezdu ČSSD zvolen statutárním místopředsedou strany a ve funkci tak vystřídal Romana Onderku. Funkci obhájil i na 45. sjezdu strany v červnu 2023, když ve volbě neměl protikandidáta. Získal 150 ze 168 hlasů delegátů. Strana se na tomto sjezdu přejmenovala na SOCDEM.
Na sjezdu SOCDEM v říjnu 2024, kde byla zároveň předsedkyní zvolena Jana Maláčová, se novým statutárním místopředsedou strany stal bývalý ministr zahraničních věcí ČR a ministr kultury ČR Lubomír Zaorálek, který tak Bruzla ve funkci nahradil. Bruzl zároveň kandidoval v krajských volbách v září 2024 za SOCDEM do Zastupitelstva Moravskoslezského kraje, ale neuspěl. Strana získala jen 2,67 % hlasů a do krajského zastupitelstva se vůbec nedostala.
V červnu 2025 SOCDEM opustil kvůli jejímu vyjednávání o společné kandidatuře s hnutím Stačilo!.